# Benjamin Bradshaw
Benjamin Joseph Bradshaw (15 de agosto de 1879-19 de abril de 1960) fue un luchador estadounidense que compitió en los Juegos Olímpicos de San Luis 1904. Su afiliación deportiva fue el Boys' Club of New York, Nueva York (EE.UU.). 
Ese mismo año, ganó la medalla de oro en la categoría de peso pluma (Libre 135 lb masculino) venciendo a Theodore McLear.
Bradshaw más tarde ganó un tercer campeonato AAU, ganando la categoría de 135 libras en 1907. Más tarde trabajó como impresor y un árbitro del torneo. Bradshaw fue entrenador de lucha libre en el Boys Club of New York en los años 1920 y 30.
Nació en Nueva York, Nueva York, EE. UU.